# Vettisfossen
Vettisfossen is een waterval in het Utladal, nabij Øvre Årdal, onderdeel van de gemeente Årdal in de Noorse provincie Vestland.
De waterval is met een valhoogte van 275 meter de hoogste niet gereguleerde waterval van Noorwegen.
Vettisfossen is vernoemd naar een boerderij uit de 12e eeuw genaamd Vetti, die dienstdoet als cafetaria en "bed and breakfast".